# Стуруман (комуна)
Комуна Стуруман (швед. Storumans kommun) — адміністративно-територіальна одиниця місцевого самоврядування, що розташована в лені Вестерботтен у північній Швеції.
Стуруман 9-а за величиною території комуна Швеції. Адміністративний центр комуни — місто Стуруман.

## Населення
Населення становить 6 023 чоловік (станом на вересень 2012 року). 
| Кількість населення комуни Стуруман за 1970-2010 роки | Кількість населення комуни Стуруман за 1970-2010 роки | Кількість населення комуни Стуруман за 1970-2010 роки | Кількість населення комуни Стуруман за 1970-2010 роки | Кількість населення комуни Стуруман за 1970-2010 роки |
| ----------------------------------------------------- | ----------------------------------------------------- | ----------------------------------------------------- | ----------------------------------------------------- | ----------------------------------------------------- |
| Рік                                                   |                                                       |                                                       | Населення                                             |                                                       |
| 1970                                                  | 1970                                                  |                                                       | 8 761                                                 | 8 761                                                 |
| 1975                                                  | 1975                                                  |                                                       | 8 439                                                 | 8 439                                                 |
| 1980                                                  | 1980                                                  |                                                       | 8 330                                                 | 8 330                                                 |
| 1985                                                  | 1985                                                  |                                                       | 8 201                                                 | 8 201                                                 |
| 1990                                                  | 1990                                                  |                                                       | 7 735                                                 | 7 735                                                 |
| 1995                                                  | 1995                                                  |                                                       | 7 438                                                 | 7 438                                                 |
| 2000                                                  | 2000                                                  |                                                       | 6 934                                                 | 6 934                                                 |
| 2005                                                  | 2005                                                  |                                                       | 6 507                                                 | 6 507                                                 |
| 2010                                                  | 2010                                                  |                                                       | 6 120                                                 | 6 120                                                 |
| Джерело: SCB                                          |                                                       |                                                       |                                                       |                                                       |

## Населені пункти
Комуні підпорядковано 4 міські поселення (tätort) та низка сільських, більші з яких:
- Стуруман (Storuman)
- Стенселе (Stensele)
- Тернабю (Tärnaby)
- Гемаван/Б'єрке (Hemavan/Bierke)
- Ґуннарн (Gunnarn)
- Барселе (Barsele)
- Слюссфорс (Slussfors)
- Ошільє (Åskilje)

## Галерея

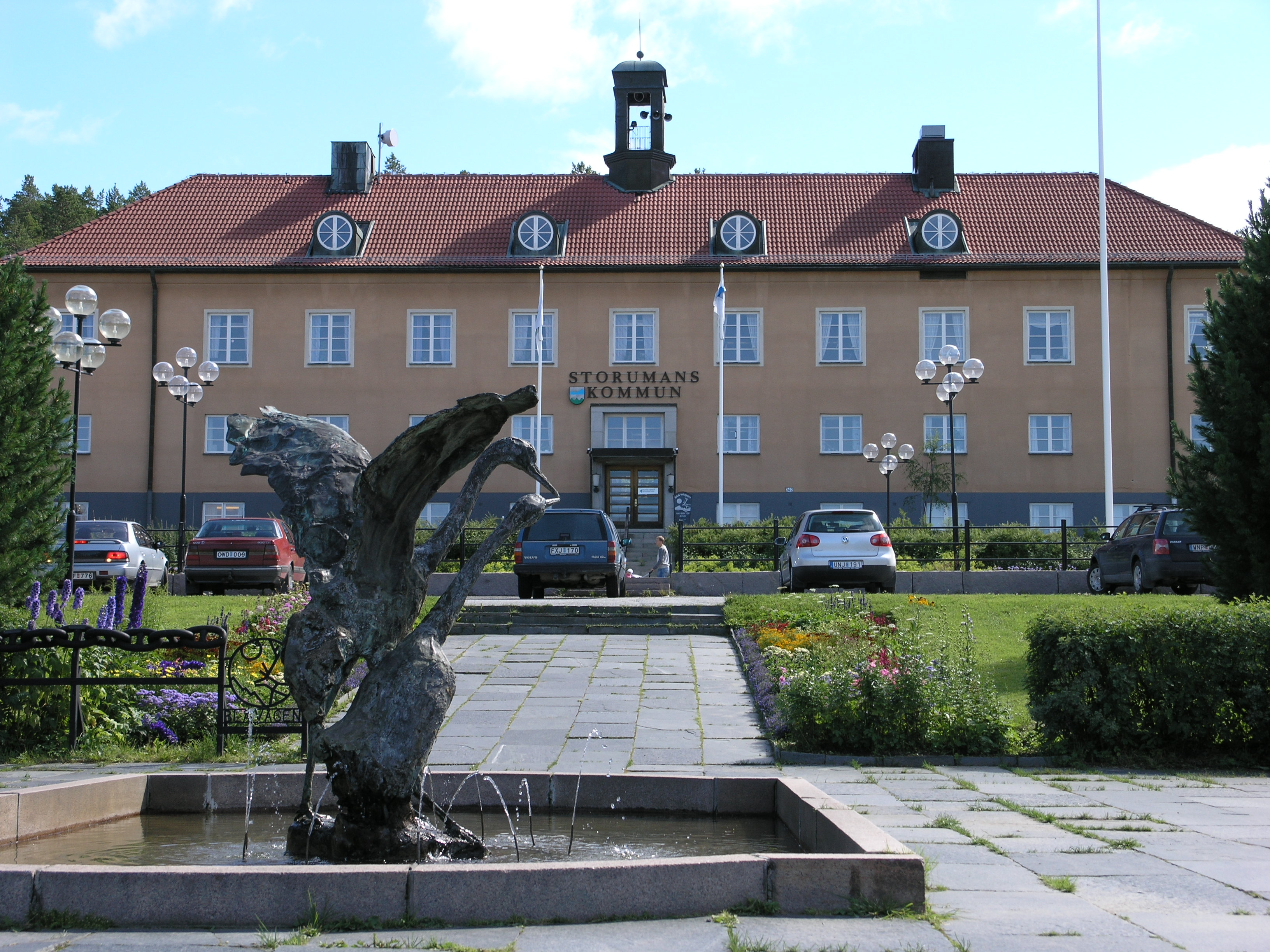
Управа комуни (Стуруман)
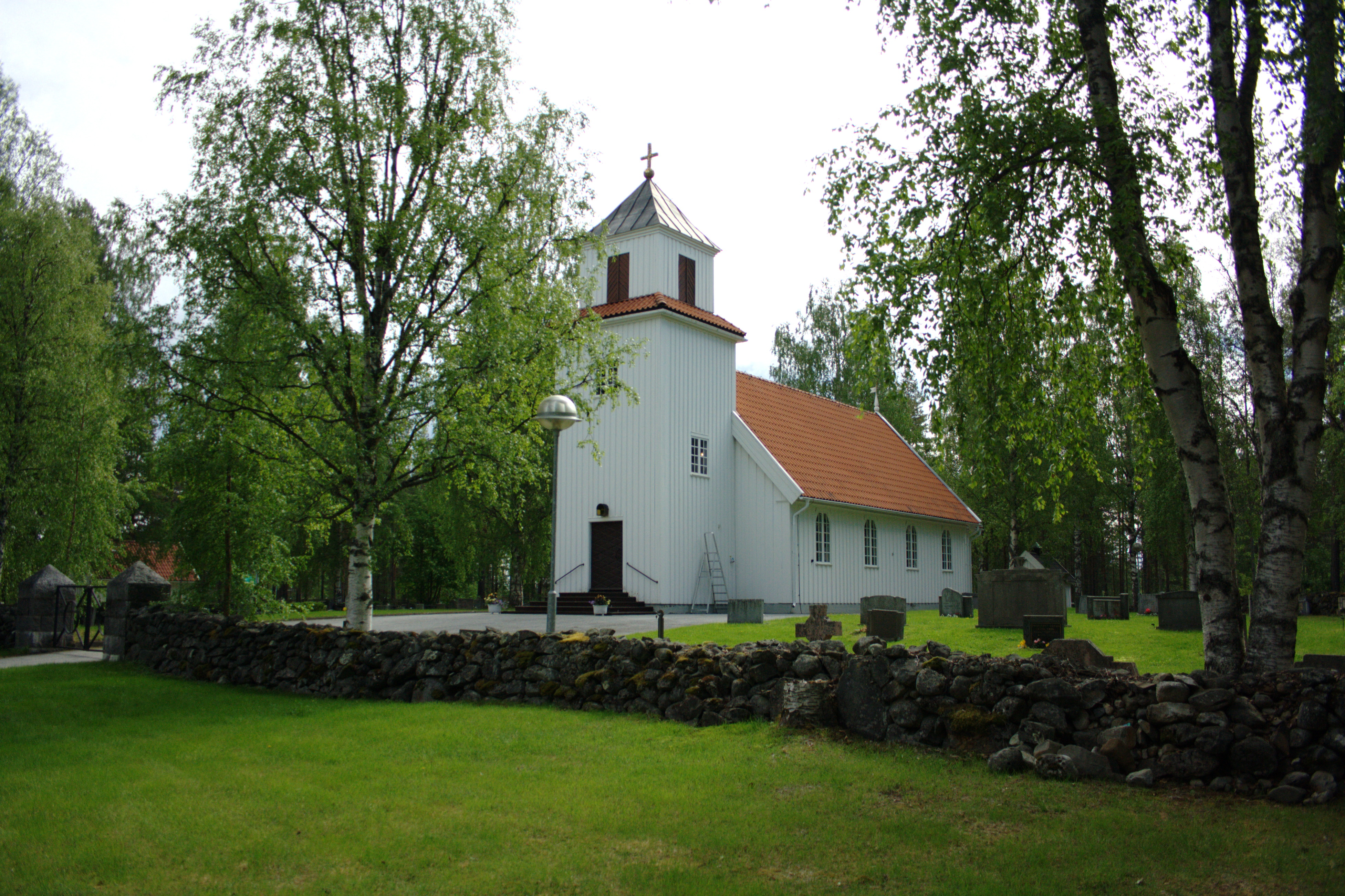
Церква (Ошільє)
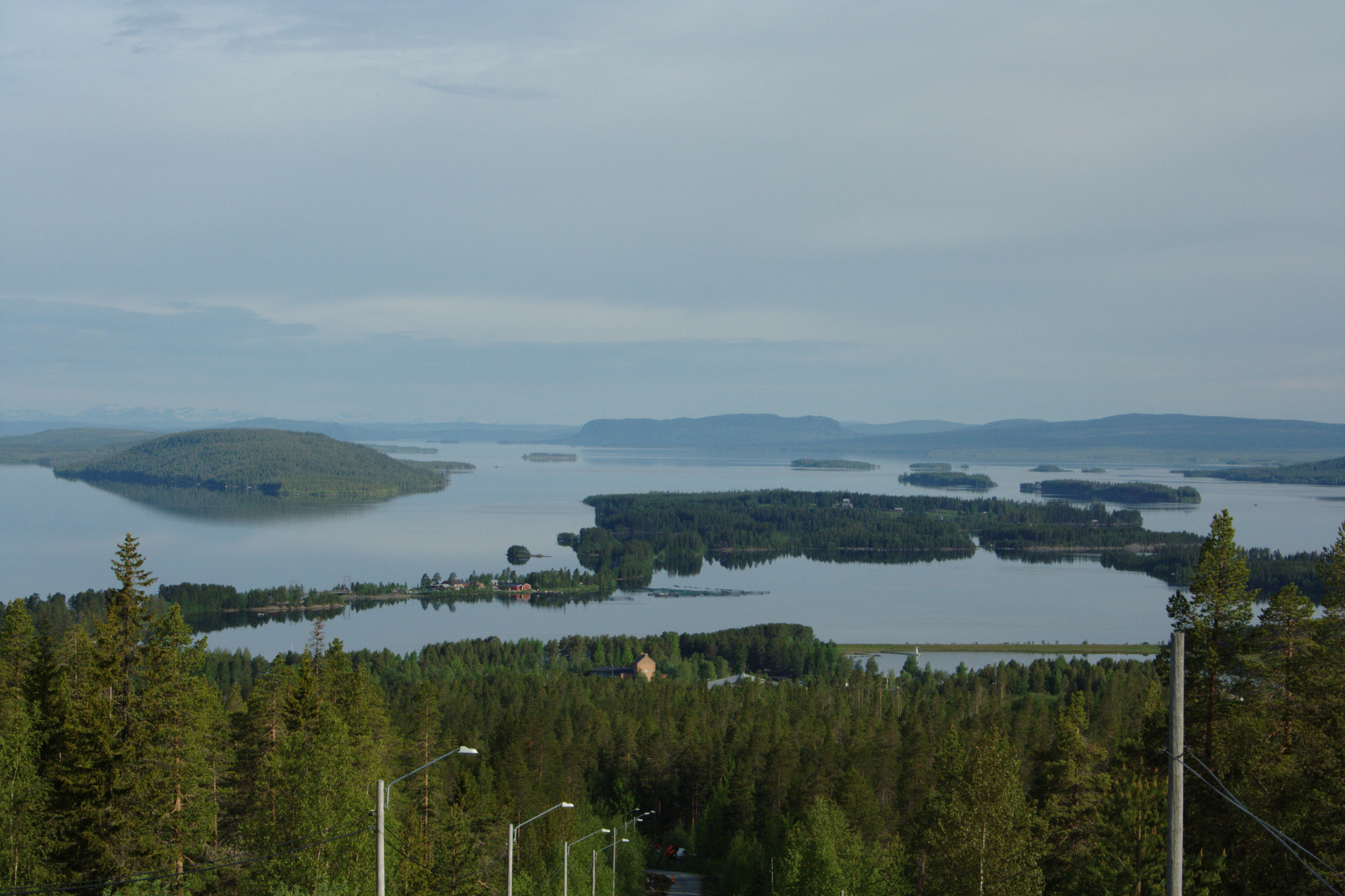
Краєвиди Лапландії

## Виноски
1. ↑  Folkmangd i riket, lan och kommuner (шв.) . Центральне бюро статистики Швеції. Архів оригіналу за 20 серпня 2013. Процитовано 12 лютого 2013.